# Чудовищная кровища
«Чудовищная кровища» (англ. Monster blood, в первом переводе на русский язык книга имела название «Дьявольская кровь») — третья книга американского писателя Роберта Стайна, написанная для детской серии книг под общим названием «Ужастики» (англ. Goosebumps). Впервые книга была опубликована в сентябре 1992 года. В России впервые была издана издательством Росмэн в 1999 году. Хотя в оригинале, книга в серии была издана третьей по счету, на русском языке впервые её издали шестой по счёту.
Это одна из нескольких повестей в серии «Ужастики», в которой повествование ведётся от третьего лица (в большинстве книг серии рассказчиком истории выступает сам же главный герой). Книга рассказывает о двенадцатилетнем Эване, которого родители оставили погостить у двоюродной бабушки Кэтрин. Во время прогулки, Эван покупает в старом магазине игрушек баночку под названием «Чудовищная кровища». После того как он приносит баночку домой и открывает, обнаруживает внутри слизь зелёного цвета, которая начинает беспрерывно расти.
История о зелёной слизи под названием «Чудовищная кровища» получила пять продолжений, только три из которых издавались на русском языке.

## Сюжет
Двенадцатилетнего Эвана Росса оставляют на попечение двоюродной бабушки Кэтрин, пока его родители ищут новый дом в Атланте, штат Джорджия. Кэтрин восемьдесят лет, она полностью глухая и к тому же не умеет читать по губам, но постоянно общается со своей чёрной кошкой Сарабет. Вместе с Эваном остаётся и его собака по кличке Триггер. Эван решает взять Триггера на прогулку, на улице он встречает девочку своего возраста по имени Андреа, которая любит, чтобы её называли Энди. Она зовет Эвана прогуляться вместе с ней в центр города, что бы зайти в магазин игрушек. Там Эван находит жестяную банку, на этикетке которой написано «Чудовищная кровища». Когда Эван пытается купить банку, владелец магазина отговаривает его, но Эван всё равно настаивает. Продавец неохотно продаёт её за 2 доллара. Эван и Энди несут банку в дом Кэтрин. Кэтрин берёт новую игрушку, читает этикетку и бормочет что-то, чего Эван не слышит. Затем она передаёт её обратно и говорит: «Будь осторожен».
Дети открывают банку и видят внутри зелёную слизь, которая светится в темноте, тянется и подпрыгивает. Вскоре после игры с ним они понимают, что слизь пачкает стены и пол, поэтому они выносят её на улицу, где кусочек слизи проглатывает Триггер. С каждым днём кровь монстра и Триггер увеличиваются в размерах. Триггер вырастает размером с пони. Кровь монстра перерастает каждый контейнер, в который Эван её помещает.
У Эвана с Энди возникают проблемы с соседскими хулиганами: Риком и Тони Беймерами. Сначала они крадут велосипед у Энди, в другой раз большой Триггер отгоняет их, один раз хулиганы избивают Эвана. После драки Эван приходит домой и перекладывает слизь в ванну, но кошка Сарабет подкрадывается сзади и толкает мальчика. Кровь монстра засасывает и тянет его, но в конце концов ему удается освободиться. На следующее утро Эван и Энди пытаются отнести «Чудовищная кровища» обратно в магазин, но обнаруживают, что он закрылся. Они возвращаются в дом Кэтрин и кладут слизь в мусорный бак, но с заднего двора выбегает Триггер и опрокидывает бак. Слизь поднимается сама по себе, как волна и нападает на Эвана и Энди. Они бегут по улице, но кровища преследует их, засасывая в себя всё на пути, включая птицу и хулиганов Беймеров. В итоге дети прибегают обратно к дому Кэтрин и слизь врывается внутрь.
Кэтрин говорит, что она создала эту слизь и должна умереть за это. Кэтрин сознаётся в том, что она наложила заклятие на банку со слизью, но у неё не было выбора, потому что её кошка Сарабет заставила её. Сарабет в этот момент превращается из кошки в женщину в плаще. Кэтрин говорит, что она была рабыней Сарабет более двадцати лет, и что Сарабет лишила её слуха, чтобы сделать более зависимой от Сарабет. В это время в комнату вбегает Триггер и толкает Сарабет в слизь. Та мгновенно засасывает колдунью и начинает уменьшаться в размерах, Триггер тоже уменьшается и все, кроме Сарабет, кого поглотила слизь освобождаются. После того как все освободились в дом заходит мама Эвана, которая как раз приехала забрать его домой, а слизь бесследно исчезает.

## История создания книги

### Концепция
Роберт Стайн говорил, что на придумку сюжета книги его вдохновил сын, который играл с игрушечной слизью.